# Fleet Model 1
Fleet Model 1 (tên gốc Consolidated Model 14 Husky Junior) và những biến thể của nó là một dòng máy bay thể thao và huấn luyện hai chỗ của Hoa Kỳ và Canada trong thập niên 1920 và 1930.

## Biến thể

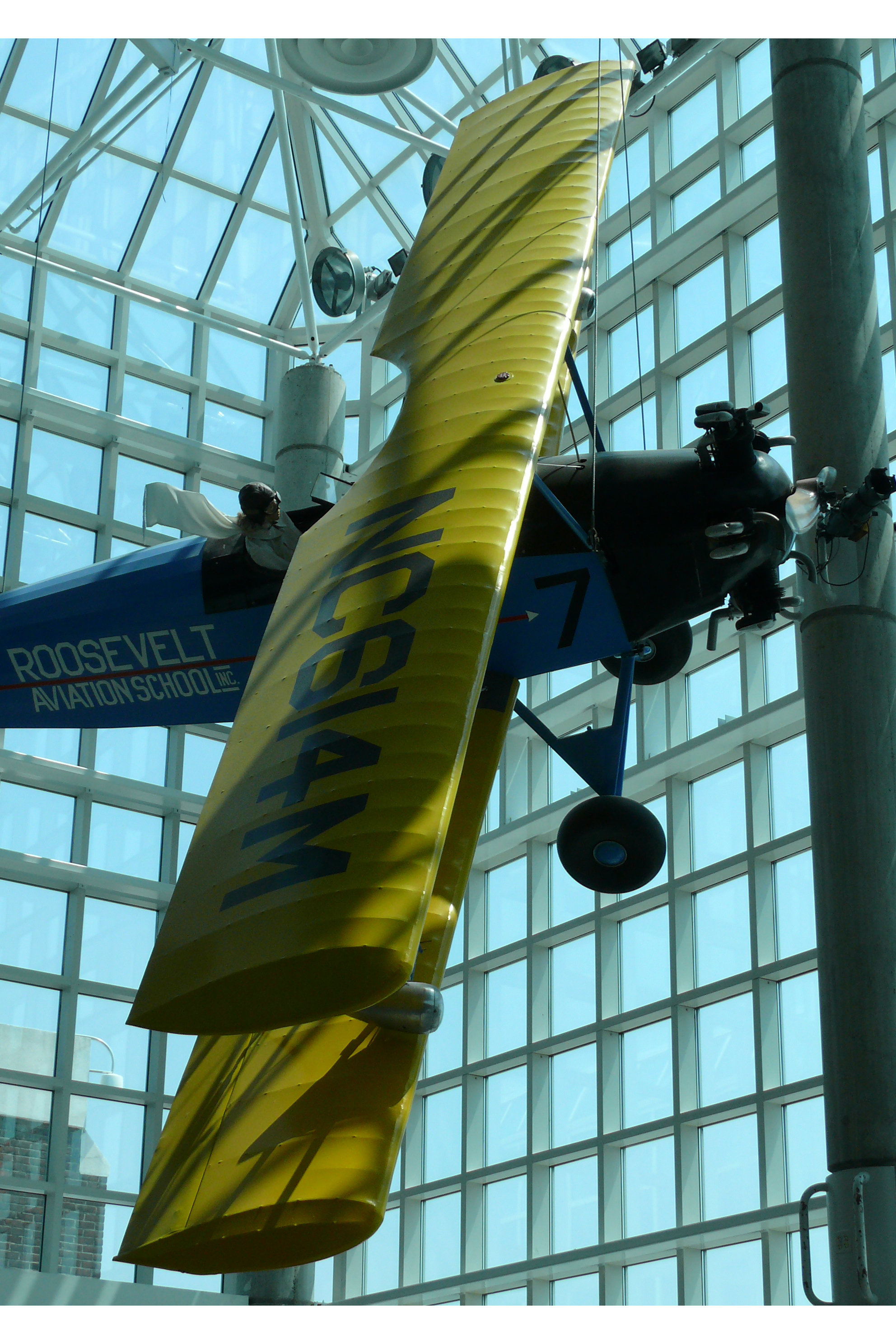
Fleet Model 2 trưng bày tại bảo tàng hàng không Cradle

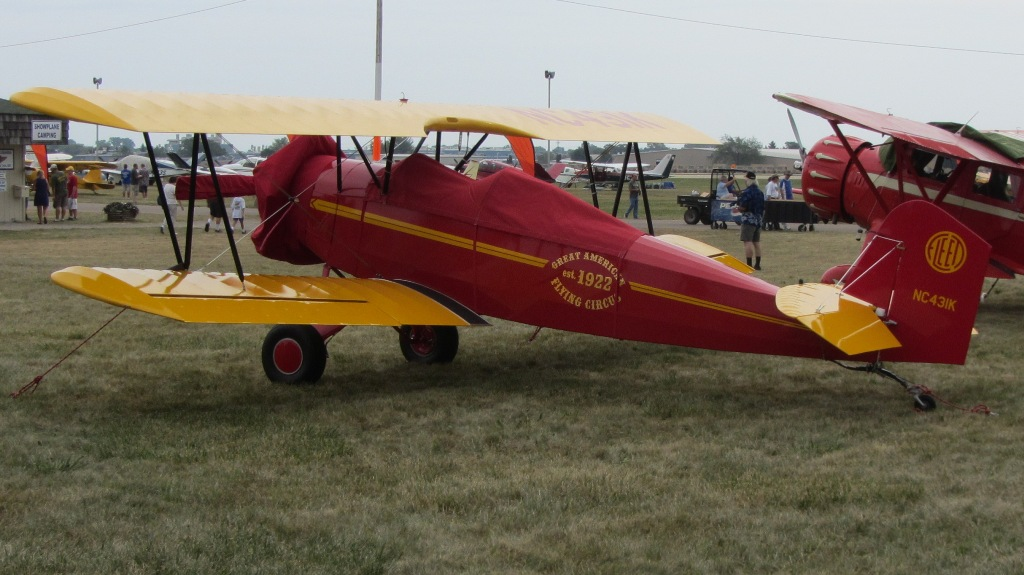
Fleet Model 2

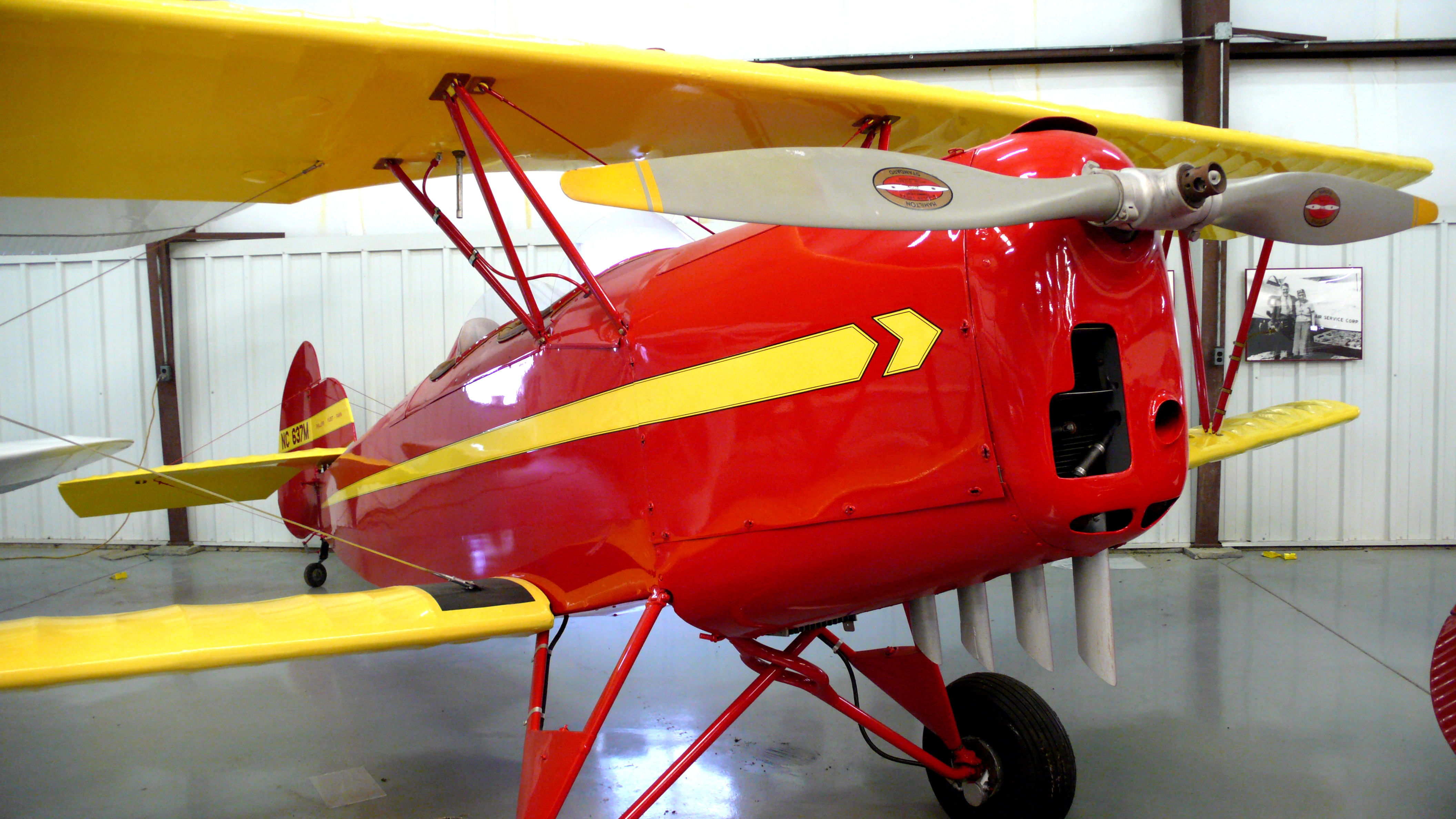
Fleet Model 7

- Consolidated Model 14 Husky Junior
- Fleet Model 1
- Fleet Model 2
  - PT-6
  - N2Y-1
- Fleet Model 3
- Fleet Model 4
- Fleet Model 5
- Fleet Model 6
- Fleet Model 7
  - Fleet Model 7A
  - Fleet Model 7B
  - Fleet Model 7C
  - Fleet Model 7G
  - XPT-6
  - YPT-6
  - YPT-6A
- Fleet Model 8
- Fleet Model 9
- Fleet Model 10
  - Fleet Model 10A
  - Fleet Model 10B
  - Fleet Model 10D
  - Fleet Model 10-32D
  - Fleet Model 10E
  - Fleet Model 10F
  - Fleet Model 10G
  - Fleet Model 10H
- Fleet Model 11
- Fleet Model 14
- Fleet Model 16
  - Fleet Model 16B
  - Fleet Model 16D
  - Fleet Model 16F
  - Fleet Model 16R
- Fleet Model 21
  - Fleet Model 21M
  - Fleet Model 21K

## Quốc gia sử dụng
Canada
- Không quân Hoàng gia Canada

 México
- Không quân Mexicol

 Thổ Nhĩ Kỳ
- Không quân Thổ Nhĩ Kỳ[1]

 Hoa Kỳ
- Quân đoàn Không quân Lục quân Hoa Kỳ

## Tính năng kỹ chiến thuật (Model 2)
Đặc điểm tổng quát
- Kíp lái: 1
- Sức chứa: 1 hành khách
- Chiều dài: 21 ft 8 in (6.61 m)
- Sải cánh: 28 ft 0 in (8.54 m)
- Chiều cao: 7 ft 9 in (2.36 m)
- Diện tích cánh: 194 ft2 (18.0 m2)
- Động cơ: 1 × Kinner K-5, 100 hp (75 kW)

Hiệu suất bay
- Vận tốc cực đại: 105 mph (169 km/h)
- Tầm bay: 350 dặm (560 km)
- Trần bay: 12.200 ft (3.700 m)